# Canadelo
Canadelo is een plaats (freguesia) in de Portugese gemeente Amarante en telt 217 inwoners (2001).